# Мікросхеми серії 78xx

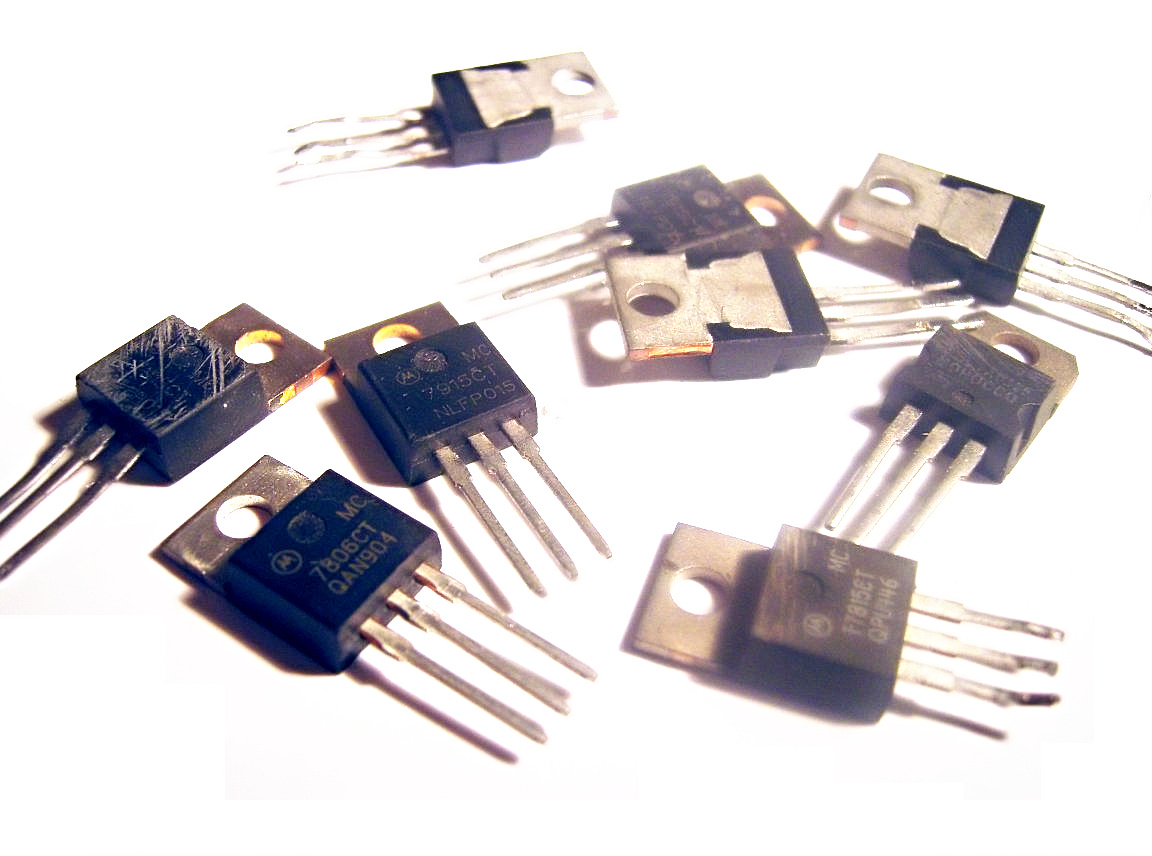
Стабілізатори серії 78xx

Мікросхеми серії 78xx (LM78xx) — сімейство лінійних інтегральних регуляторів напруги. Через простоту використання і низьку вартість, мікросхеми цієї серії знайшли використання в електронних схемах, які потребують стабілізованого джерела живлення. Мікросхема має вбудований захист від перегріву і односхилий захист вихідного транзистора від перевантажень.
Перші стабілізатори серії 78xx були випущені на початку 1970-х років компанією Fairchild Semiconductor і мали позначення μA7805…μA7824.

## Переваги
- Стабілізатори не потребують додаткових компонентів, що робить їх простими у використанні.
- Мають вбудований захист від короткого замикання, перенавантаження та перегріву, завдяки чому такі стабілізатори є вельми надійними в більшості випадків.

## Недоліки
- Вхідна напруга завжди повинна бути вищою, ніж вихідна напруга на деяке мінімальне значення (зазвичай на 2,5 вольт).
- При використанні у схемах лінійних регуляторів, вхідний струм завжди повинен збігатися з вихідним струмом. Оскільки вхідна напруга завжди повинна бути вищою за вихідну, це призводить до виділення додаткової потужності, яка розсіюється у вигляді тепла. Це означає, що в деяких випадках необхідним буде забезпечення відповідного тепловідводу (радіатора).

## Типове застосування
Найчастіше мікросхеми серій 78xx та 79xx, які є компліментарними до 78xx на негативну напругу використовуються в малопотужних джерелах струму, де потрібно стабілізувати вхідну напругу до стандартного значення (Вольт): +5, +6, +8, +9, +10, +12, +15, +18, +24 для мікросхем серії 78xx і -5, -6, -8, -9, -10, -12, -15, -18, -24 для мікросхем серії 79xx
Також мікросхеми цієї серії застосовуються в конструкціях з застосуванням каскадів з різними напругами живлення. Найчастіше живлення таких конструкцій здійснюється від джерела з напругою 9...12 Вольт, в той час, як напруга живлення більшості мікроконтролерів — 5 Вольт.
Типовий блок живлення з застосуванням мікросхеми серії 78xx складається з таких обов'язкових елементів:
- електролітичний конденсатор ємністю не менше 2200 мкФ розрахований на напругу більшу від вхідної (наприклад на 25 Вольт при вхідній напрузі 12...15 Вольт);
- електролітичний конденсатор ємністю 100 мкФ розрахований на напругу більшу від вихідної;
- полімерні конденсатори ємністю не менше 0,1 мкФ для подавлення високочастотних завад;
- власне мікросхема-стабілізатор 78xx

Також часто до конструкції блока живлення входять трансформатор і випрямляч (діодний міст) та радіатор мікросхеми.
У сучасних конструкціях блоків живлення, особливо з близьким до максимального для цієї мікросхеми струмом і значною різницею між вхідною і вихідною напругою мікросхеми серії 78xx витісняються імпульсними стабілізаторами напруги з кращими ККД

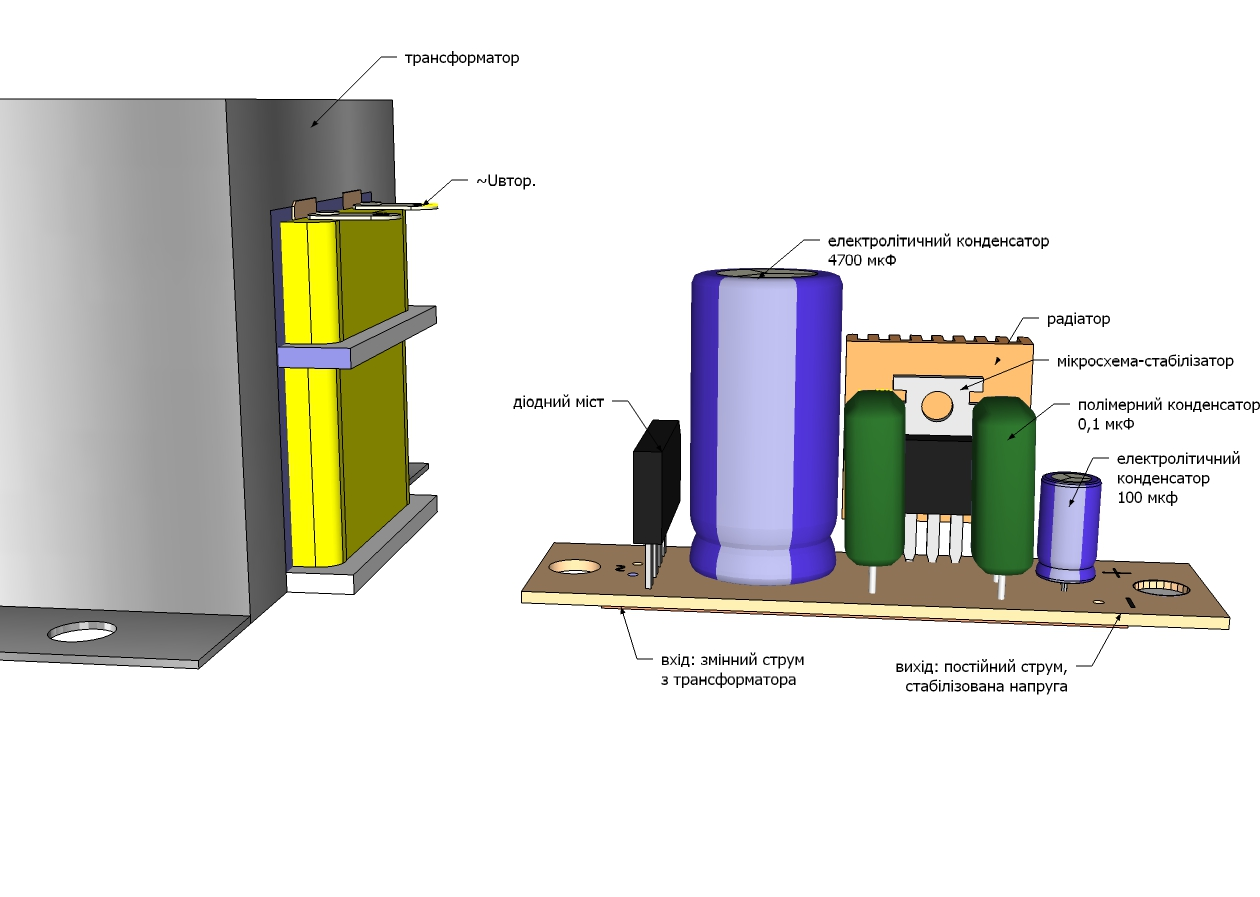
3D-модель блоку живлення з застосуванням мікросхеми-стабілізатора серії 78xx
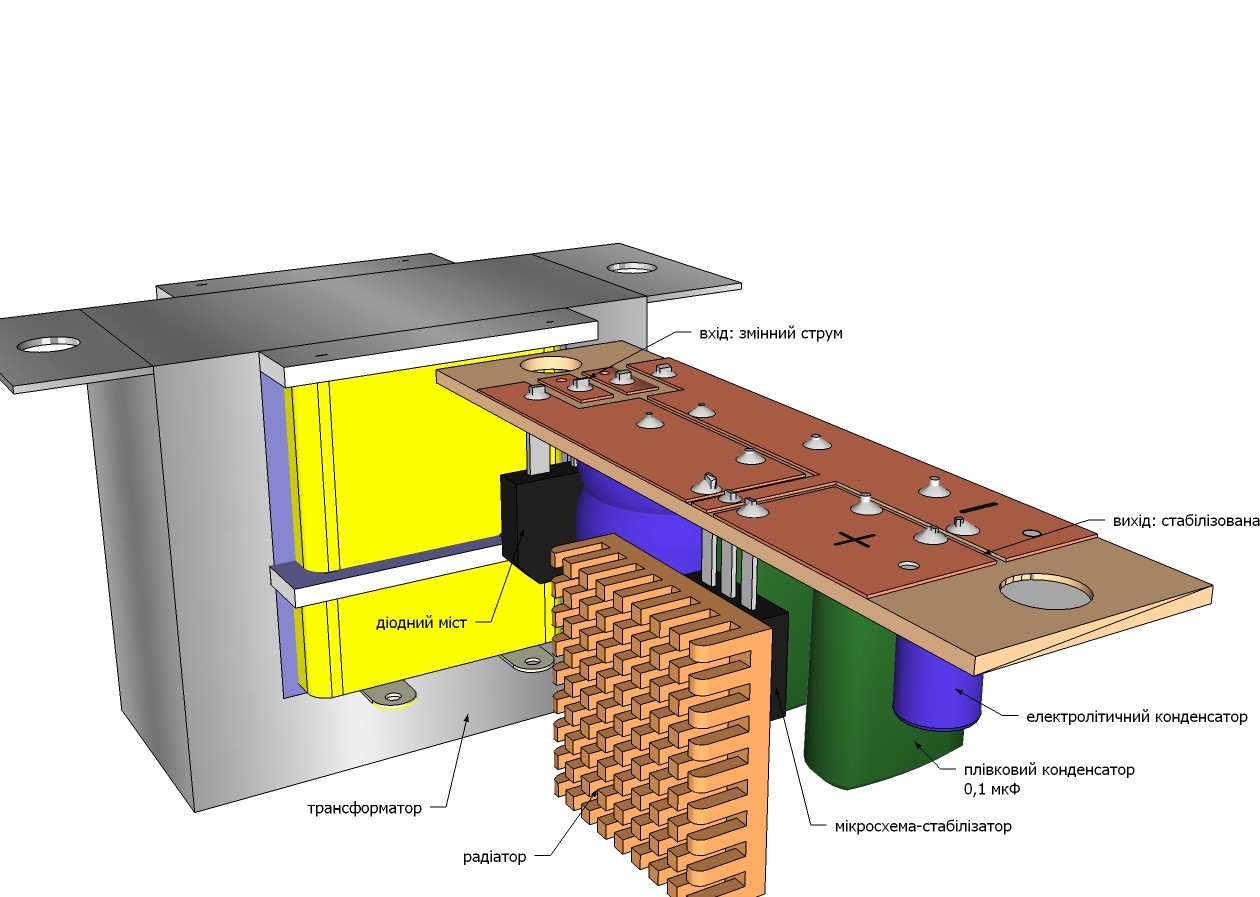
3D-модель блоку живлення з застосуванням мікросхеми-стабілізатора серії 78xx